# Lars Gustaf Tersmeden
Lars Gustaf Tersmeden, född den 22 augusti 1755 på Ramnäs bruk, död den 31 mars 1833 på Österrasta i Fellingsbro socken, var en svensk militär och godsägare.

## Karriär
Lars Gustaf Tersmeden var son till bruksägaren assessor Jacob Tersmeden d.y. och Magdalena Elisabeth Söderhielm samt bror till översten Per Reinhold Tersmeden. Han inledde redan som 15-årig en militär karriär vid livgardet, där han blev fänrik 1773, löjtnant 1777 samt kapten och kompanichef 1782 vid Svea livgarde. Han deltog i Gustav III:s ryska krig 1788–1790 och upplevde där bland annat de svåra reträtterna från Liikkala och Högfors. För sina insatser under den senare belönades Tersmeden den 2 september 1789 med riddarkorset av Svärdsorden.
Påföljande år hade Tersmeden dock oturen att med hela sitt kompani bli tillfångatagen av ryssarna när den svenska galären Ekeblad föll i fiendens händer. Enligt en sent nedtecknad familjetradition skall han ha hållits fången i staden Tver och där låtit sy in sin guldklocka i fodret på sin nattrock för att inte bli bestulen på den.
När Tersmeden efter kriget återvände hem fann han att han blivit förbigången i befordringen till major vid Livgardet och tog i upprördheten häröver hastigt avsked ur det militära. Han satsade nu i stället på jordbruk och arrenderade 1793–1799 av sin bror Per Reinhold Tersmeden Västsura säteri under Ramnäs. 1799 köpte han det anrika Göksholm av greve Carl Lagerberg där han vidtog åtskilliga renoveringsåtgärder. Han behöll dock endast denna egendom till 1817 varvid han försålde den till ministern vid Brittiska hovet Gotthard Mauritz von Rehausen, varefter han i stället bodde på och brukade egendomen Österrasta.

## Politik
Tersmeden deltog som ledamot av adelsståndet i riksdagen 1809–1810 samt i de urtima riksdagarna 1810 och 1812. Vid de två senare ingick han i det förstärkta Statsutskottetet, 1810 som ordinarie ledamot och 1812 som suppleant. 

## Familj och privatliv
Tersmeden gifte sig 1793 med den betydligt yngre Hedvig Elisabeth Schön (1776–1840), dotter till den förmögne brukspatronen och grosshandlaren Johan Schön på Seglingsberg och konstnären Elisabeth Palm-Schön. Äktenskapet skall ha varit lyckligt och resulterade i sju barn, däribland äldste sonen Jacob Johan Tersmeden.
Om Lars Gustaf Tersmeden som privatperson är relativt litet känt. Som ung fänrik skall han, enligt sin farbror amiral Carl Tersmeden, ha varit populär vid hovet och i sällskapslivet för sitt vackra utseende och angenäma sätt. Han skall ha varit vig, stark och intresserad av idrott men också en god ekonomisk hushållare och efterlämnade vid sin död en förmögenhet på 40.627 riksdaler banco. Han rökte troligen pipa och gick med käpp eftersom hans bouppteckning upptar inte mindre än fyra pipor med silverbeslag och sex käppar. Bevarade brev av hans hand visar att han troligen endast använde det ena förnamnet, Gustaf, som tilltalsnamn.

## Utmärkelser

### Svenska utmärkelser
- Riddarkorset av Svärdsorden, 2 september 1789.